# Зік
Зік (нім. Siek) — громада в Німеччині, розташована в землі Шлезвіг-Гольштейн. Входить до складу району Штормарн. Центр об'єднання громад Зік.
Площа — 12,47 км2. Населення становить 2438 ос. (станом на 31 грудня 2020).